# Tulipa carinata
Tulipa carinata är en liljeväxtart som beskrevs av Aleksei Ivanovich Vvedensky. Tulipa carinata ingår i släktet tulpaner, och familjen liljeväxter. Inga underarter finns listade.